# 酔経学舎
酔経学舎（すいけいがくしゃ）は、明治時代、秋田県仙北郡飯詰村（現美郷町）にあった私塾。漢学ほか人文科学全般さらに経済学なども講じた。初代学長は、漢学者・漢詩人にして秋田県のジャーナリズムの草分け的存在であった狩野旭峰である。

## 概要
『遐邇新聞』（現在の『秋田魁新報』）の編集長・主幹、『山形新聞』の主筆を務めた狩野旭峰は、明治27年（1894年）5月22日、秋田県南部の仙北郡飯詰村の素封家で好学の江畑新之助に招かれ、江畑宇三郎（新之助の父）家の屋敷に設けられた私塾酔経学舎の初代学長となった。なお、旭峰は、翌明治28年には文芸誌『棣華（ていか）』を、明治29年（1896年）『先憂文編』を刊行している。
酔経学舎は、飯詰字中島の江畑家の庭内を流れる出川に橋を架けた江畑邸向かい側に設けられた。学舎設立の趣旨や学舎会則は『秋田県教育史』資料編に詳しい。後藤宙外によれば、「酔経学舎」の名は、江畑家所蔵の石川鵬斎筆になる扁額「心酔六経」にちなむとのことである（『秋田考古会誌』への寄稿文）が、これについてはのちに本荘町の結城朝文が「郷塾マタカツテ六経ニ酔ワズ」と詠じている。
教授陣には、かつての久保田藩の藩校明徳館の教授も何人か招聘されていた。テキストは四書五経にとどまらず、朱子学諸学者のオムニバスともいえる『近思録』や水戸藩編纂の『大日本史』、頼山陽『日本外史』、旭峰の兄狩野良知による『支那教学史略』、さらに鳩山和夫の『万国公法』、田尻稲次郎の『経済大意』など多岐にわたっており、授業は9時から15時までであった。一科の書を読むごとに試験する個別進級方式で、高等小学校卒業生が予科に、予科卒業生が本科に進むというシステムであった。1か月以上無届で欠席した者は除名に処せられた。
『棣華』は明治33年（1900年）の第10集まで刊行された。新之助のまたいとこにあたる江畑良太郎との共同出版のかたちをとり、第1集の寄稿者は153名にもおよび、なかば酔経学舎の機関誌的意味合いをもっていた。第1集には、酔経学舎真景が半紙版折り畳みの口絵として挿入されており、序、規箴（漢文による箴言）、文林（漢文による論談）、史伝、詩文、和歌、俳句、作文、祝詞、舎告（あとがき）、広告という構成になっている。2集以降も祝詞のない以外はほぼ同様の構成となっており、口絵に相当する箇所は書画や今様（漢詩を漢字半仮名交じりで表現したもの）、雑纂（詩文・俳句のつくり方）、ローマの歴史など、号によって工夫を凝らしていた。第10集刊行後に酔経学舎もその活動を終えたものと推定される。なお、秋田県南部最初の旧制中学である横手中学校（現秋田県立横手高等学校）の創設は明治31年（1898年）のことであった。

## 学舎会則
1. 道徳を修むるを以て主義とす。
2. 本舎は綱常を維持し風致を補生するを以て目法（目的）とす。
3. 本舎の主義目的を達する為め学生を募り本邦及支那の経史に就き専ら学理を考究するを以て方法とす。
10.本科生の科目左の如し。
経書（『大学』『論語』『孟子』『中庸』『孝経』『易経』『詩経』『書経』『礼記』『春秋』）、経翼（『十三経註疏』『四書輯疏』『五経大全』『欽定四経』『小学』『近思録』『支那教学史略』『歴史』『大日本史』『皇朝史略』『日本外史』『読史余論』『日本開化小史』『資治通鑑』『通鑑綱目』『二十一史』『明史』『朝鮮史』『琉球史』）、作文（『文章規範』『唐宋八大家文』『文章正宗』『唐史正声』『経史論存』、漢文、片仮名混じり文）、習字（書法総論、楷体、行体、草体）
11.本舎科書の外左の科外書を設け正課の時間外に之を考究するを許す。但し教頭が学生の学力を察し其考究を差し止むることあり。
科外書（『日本地理』『万国地理』『支那帝国誌』『泰西通鑑、『万国史要』『政治学』『日本政治学』『帝国憲法』『経済大意』『法学通論』『万国公法』）
12.予科生の科目は左の如し。
素読、四書、五経、講義、手学、近史談、習字、楷、行、草
17.囲碁・将棋・骨牌等無益の遊戯物は舎内に於いて之を禁ず。撃剣・柔術・乗馬・弓・銃・游泳・郊遊等は学科に妨げなき限り之を許す。

## 関係人物

### 学長
- 狩野旭峰

### 主な出身塾生
酔経学舎の主な門下生としては、以下のような人物がいる。
- 深澤多市（畑屋村出身、民俗学者・郷土史家）
- 江畑新之助（飯詰村、飯詰村長）
- 佐藤平治（金沢西根村、「飛行詩人」佐藤章の父）